# トッカリムイ岳
トッカリムイ岳（とっかりむいだけ）は、北海道の目梨郡羅臼町にある標高560.8mの山である。山頂には二等三角点「突狩向」が設置されている。

## 概要
知床連峰の北部に位置する知床岳から知床主稜線の最低鞍部であるルサ乗り越えへの稜線上の下部から少し羅臼町側に逸れた所に位置する。周囲は高い山に囲まれるため、国後島や知床連峰の山々、キキリベツ川河口付近を除いて地上から視認するのが難しい。鮮新世に火山活動をした溶岩流で形成された火山と考えられており、山体は安山岩質で「トッカリムイ溶岩」と呼ばれる。
山名はアイヌ語の「トカリムイ（アザラシのいる湾）」が語源とされ、現在は羅臼町のオショロコツ川が流れ出る昆布浜のことを指すとされる。

## 登山
登山道はないため基本的に残雪期に登られる。主な登頂ルートはルサ川河口へ伸びる尾根を登って山頂へ至るルートである。また一部は主稜線を登りルサ乗り越えを経てルシャ山を通る登山者もいる。